# 安娜·达尼西
安娜·达尼西（義大利語：Anna Danesi，1996年4月20日—），意大利女子排球運動員，身高1米96，司職副攻手。現時效力於意超豪門米蘭女排俱樂部。
2021年9月4日，她代表意大利夺得2021年欧洲女子排球锦标赛冠军，並獲得最佳副攻手的個人獎項。
2024年8月11日，她代表意大利夺得2024年奥运会女子排球比赛冠军，並獲得最佳副攻手的個人獎項。